# Stora Kalvsjön, Västergötland
Stora Kalvsjön är en sjö i Alingsås kommun i Västergötland och ingår i Göta älvs huvudavrinningsområde.